# Marcel Pichon
Marcel Pichon  ( 1921 -1954 ) fue un botánico francés. Se especializó en Apocynaceae.

## Algunas publicaciones
- 1948. Classification des apocynacées. 1. Carissées et ambelaniées
- 1948. Classification des apocynacées : . IX. Rauvolfiées, alstoniées, allamandées et tabernémontanoïdées
- 1949. Revisión des Apocynacées, des Mascareignes et des Séchelles. 108 pp.
- 1950. Classification des apocynacées. 25. Échitoïdées et supplément aux pluméroïdées
- 1953. Monographie des landolphiées : Classification des apocynacées, XXXV. 437 pp.
- 1965. Mémoires de l'Institut français d'Afrique noire. Classification des apocynacées 35. Editor Librairie Larose, 437 pp.

- La abreviatura «Pichon» se emplea para indicar a Marcel Pichon como autoridad en la descripción y clasificación científica de los vegetales.[1]